# Japanische Schreinarchitektur

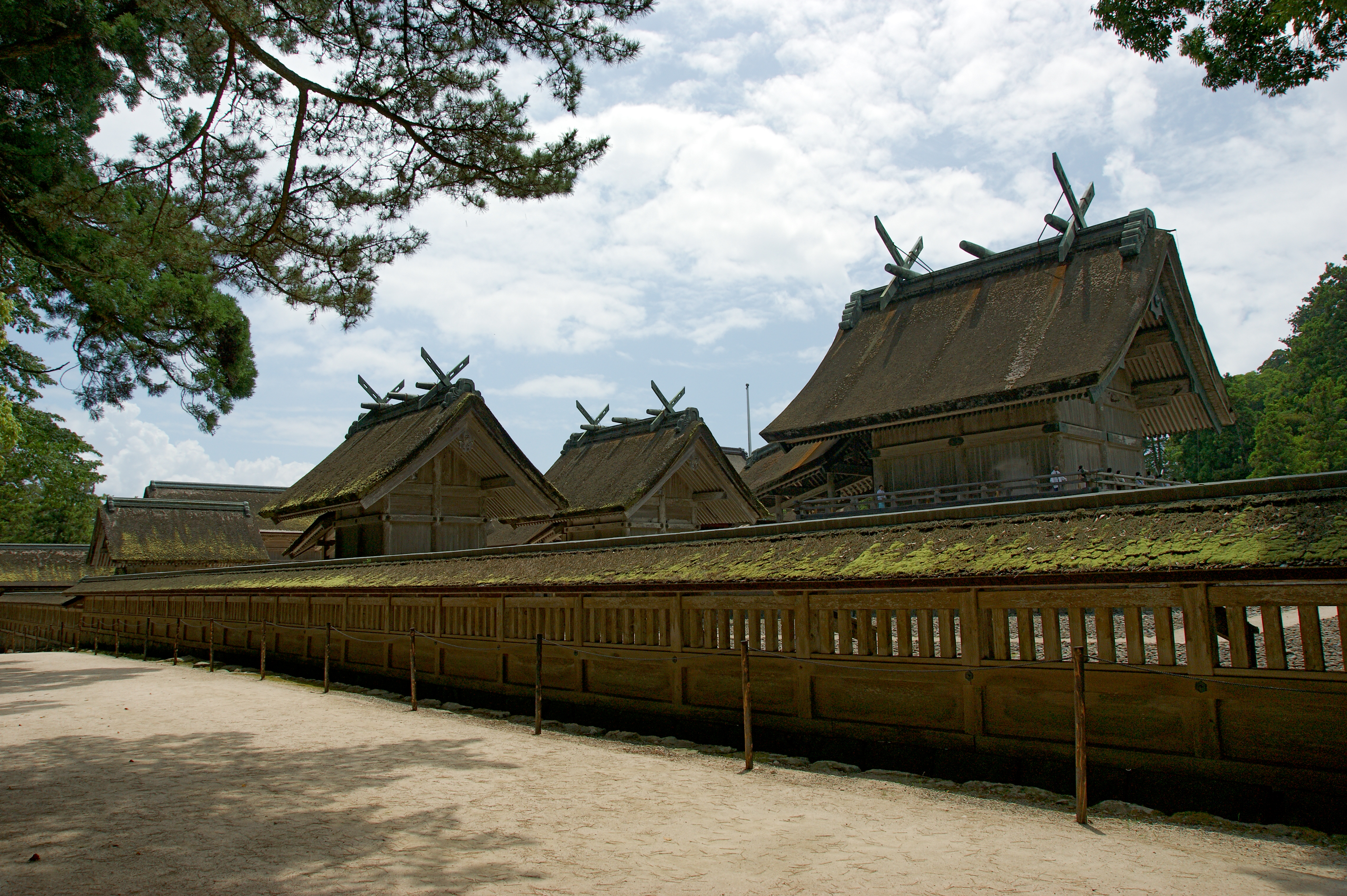
Taisha-zukuri: Izumo-Taisha

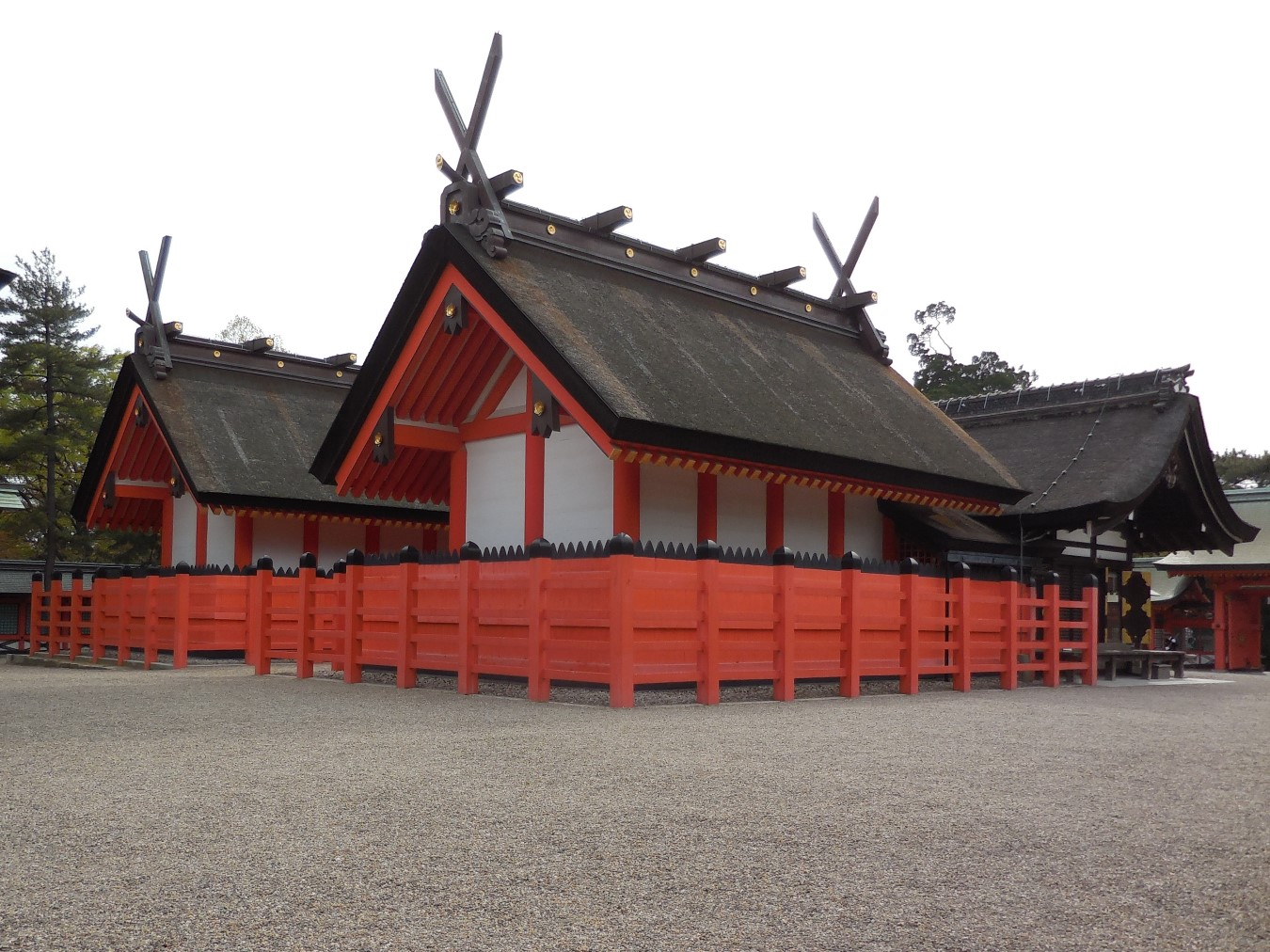
Sumiyoshi-zukuri: Sumiyoshi-Taisha (von hinten)

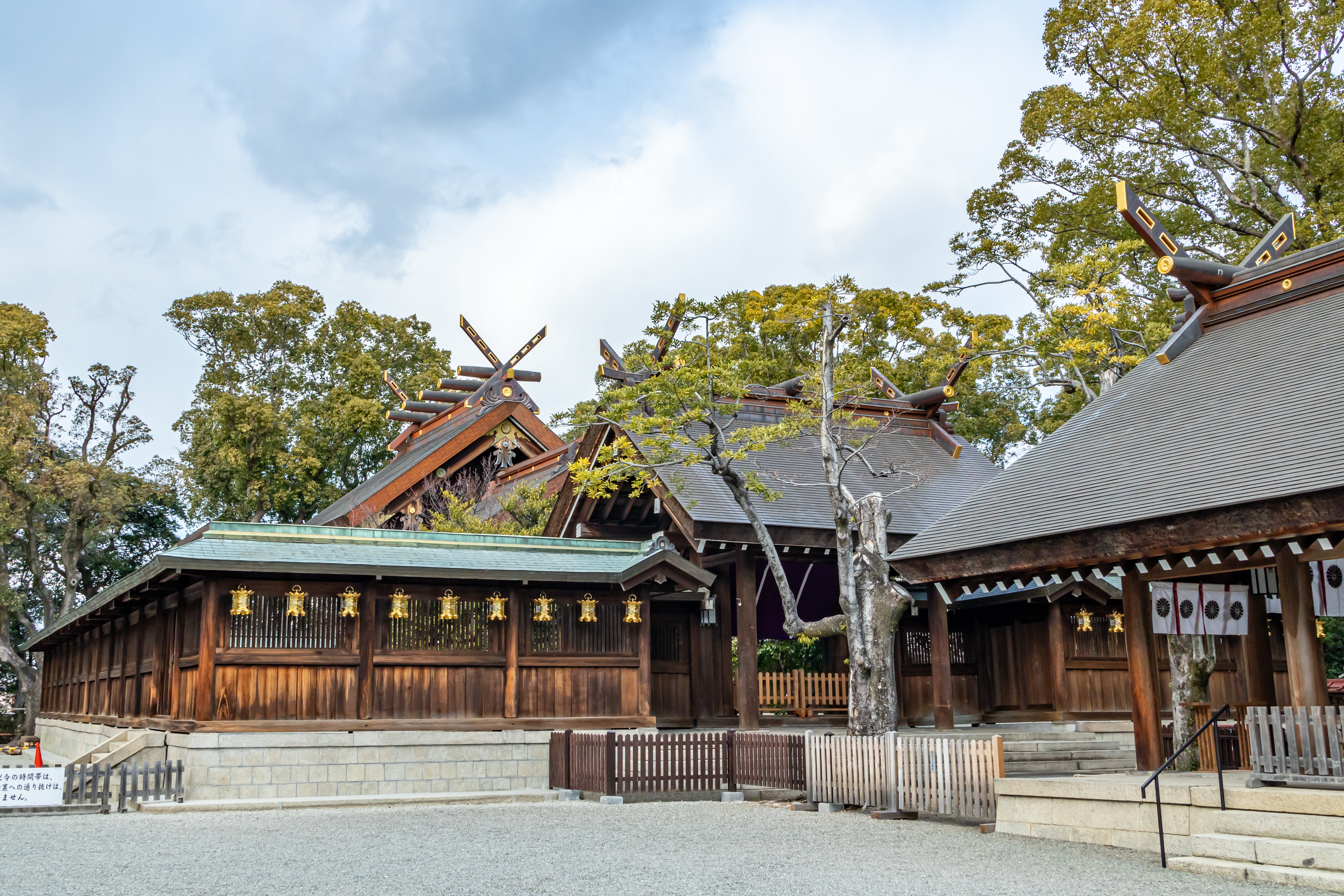
Ōtori-zukuri: Ōtori-Taisha

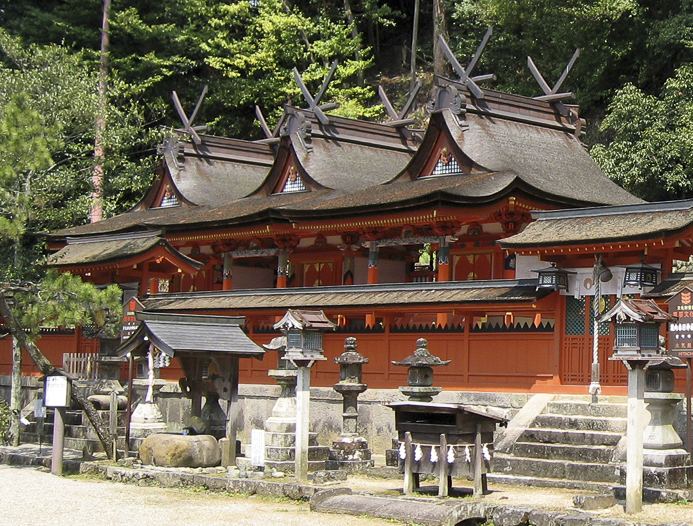
Kasuga-zukuri: Uda-Mikumari-Schrein

Japanische Schreinarchitektur ist die Architektur der Gebetsstätten des Shintō, die zur Unterscheidung von buddhistischen Tempeln in der westlichen Literatur Schreine genannt werden.

## Vorbemerkung
Die verwitterungsanfällige Holzbauweise in Japan hatte zur Folge, dass alle paar hundert Jahre die Schreine neu gebaut werden mussten. In einigen Fällen geschah das regelmäßig bereits nach 20, um die Schreinarchitektur korrekt zu erhalten. Auch Zerstörungen während der innerjapanischen Kriege haben Wiederaufbauten erforderlich gemacht, bei denen dann auch Stilelemente der jeweiligen Zeit integriert wurden. Man muss also beachten – wie bei den europäischen Kirchen – dass das gegenwärtige Erscheinungsbild sich mehr oder weniger vom Erscheinungsbild bei der Gründung des Schreins unterscheidet. Schließlich wurden im Zweiten Weltkrieg viele Schreine zerstört, die dann im alten Stil, nun aber in Beton wieder aufgebaut wurden.

## Übersicht
Die Schreinarchitektur beginnt mit der Übernahme und Abwandlung von Speichern. Diese waren in ihrer ursprünglichen Form auf Pfählen stehende Gebäude mit einem Satteldach, japanisch Kirizuma (切妻) Je nach Lage des Zugangs zum Gebäude lassen sich zwei Grundtypen unterscheiden:
- Eingang an der Giebelseite, tsuma-iri (妻入り).
- Eingang an der Längsseite, hira-iri (平入り).

Im Inneren sind diese zunächst kleinen Gebäude meist unterteilt in einen Vorraum (外陣, Gejin), in dem die Priester sich versammeln, und in einen Raum dahinter (内陣, Naijin), in dem die heiligen Objekte (Spiegel, Schwerter u. a.) aufbewahrt werden.
Die Grundtypen wurden im Laufe der Zeit weiter entwickelt, sie werden unter dem Namen des Modell-Schreins mit dem angehängten Wort für Bauweise (造[り], -zukuri) geführt.

### Urtypen mit Eingang an der Giebelseite

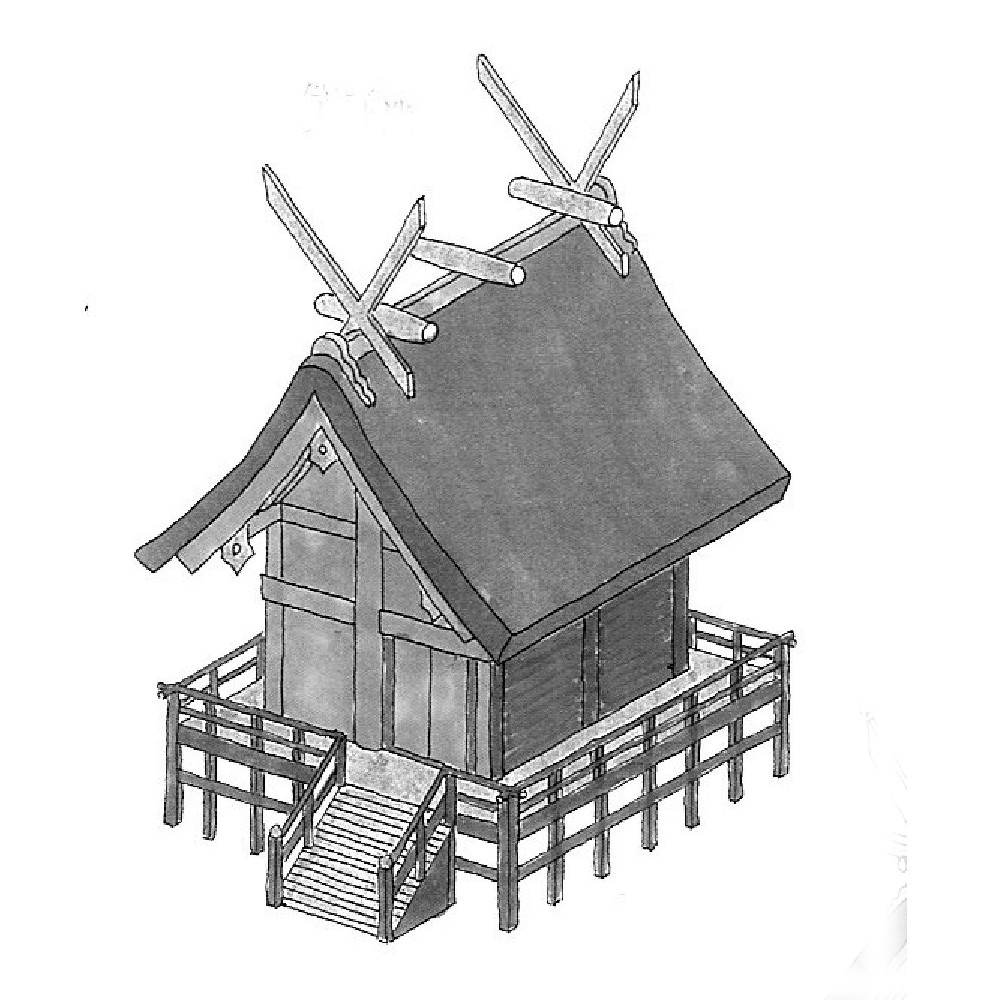
Taisha-zukuri
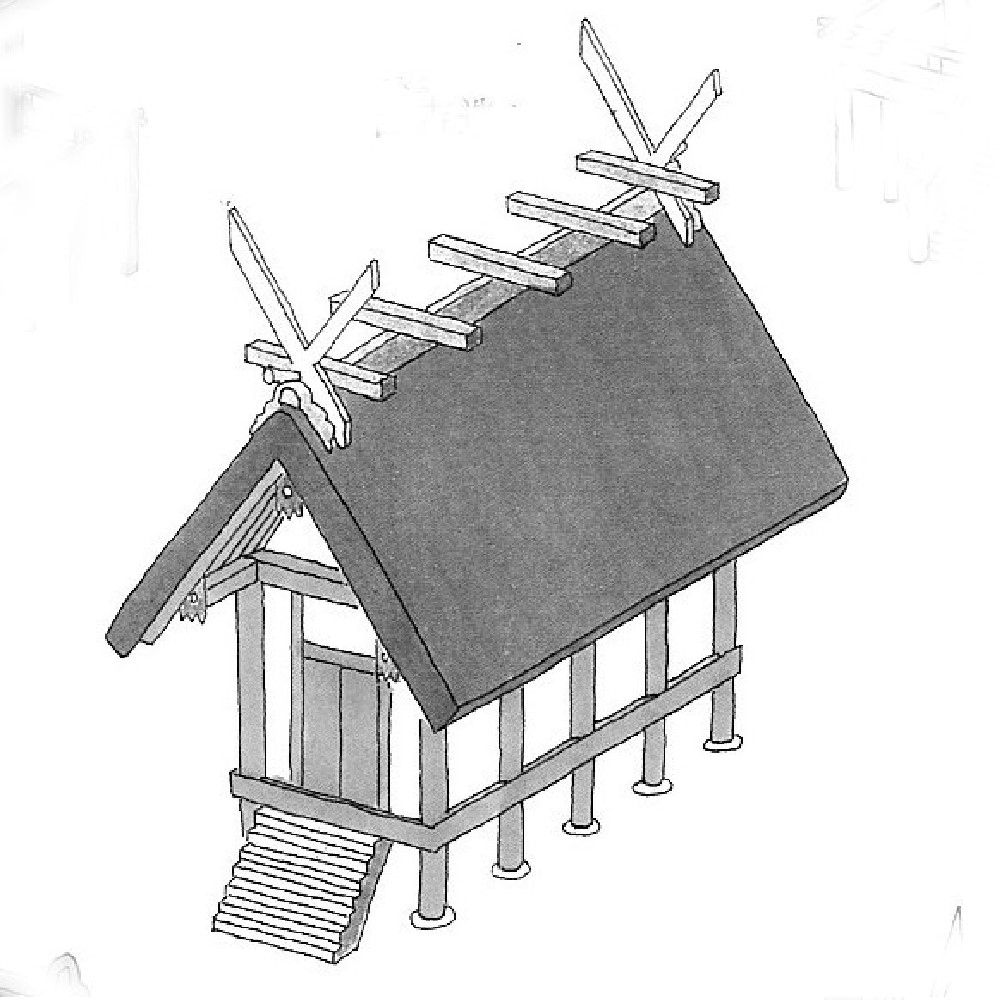
Sumiyoshi-zukuri
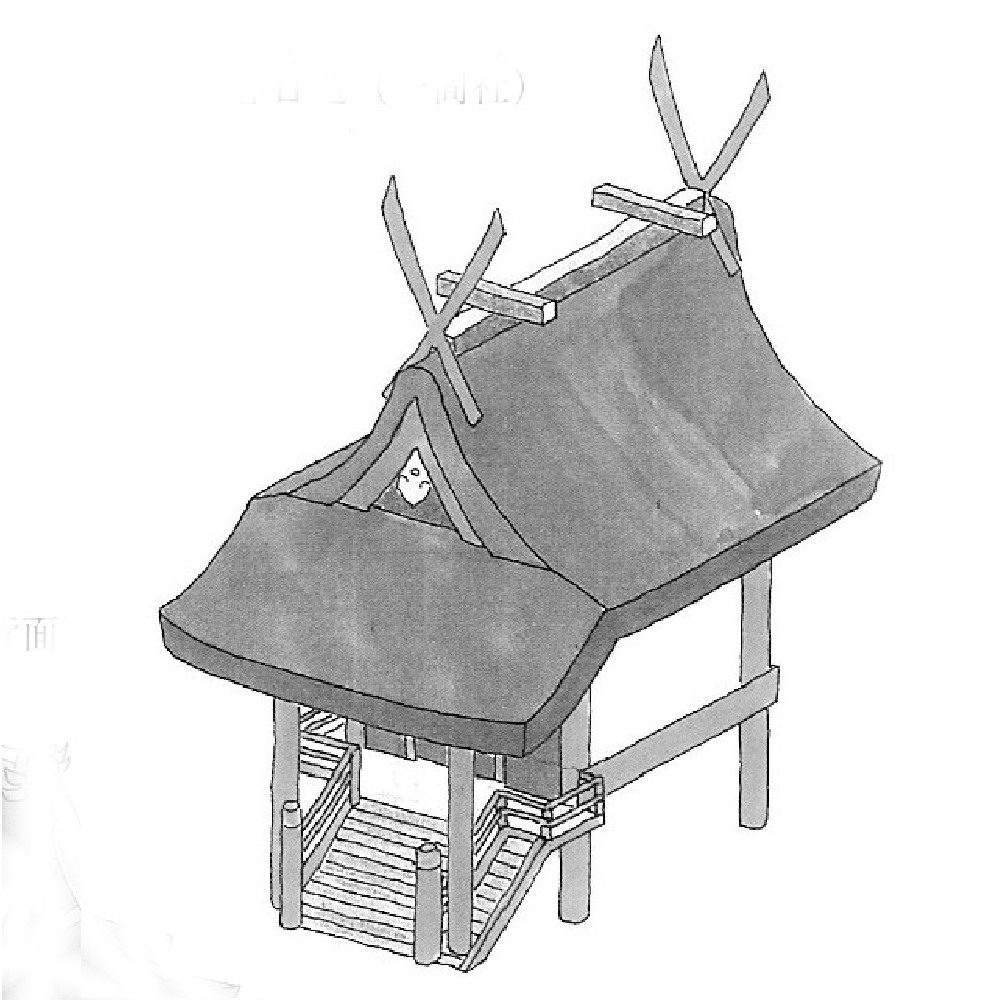
Kasuga-zukuri

- Taisha-zukuri (大社造り) ist benannt nach dem Izumo-Taisha. Der überdachte Eingang befindet sich rechts neben dem Mittelpfeiler des Gebäudes.
- Sumiyosh-zukuri (住吉造り) ist benannt nach dem Sumiyoshi-Taisha in Ōsaka. Der Eingang befindet sich in der Mitte der Stirnseite, über dem Eingang stützt ein kurzer Pfeiler den Eingang.
- Ōtori-zukuri (大鳥造り) ist benannt nach dem Ōtori-Taisha in Sakai. Der Baustil mit dem Eingang in der Mitte der Stirnseite gleicht dem Sumiyoshi-zukuri, das Gebäude ist jedoch breiter und kürzer.
- Kasuga-zukuri (春日造り) hat seinen Namen vom Kasuga-Schrein in Nara. Merkmal ist das von der Stirnseite ausgehende Vordach.

### Urtypen mit Eingang an der Längsseite

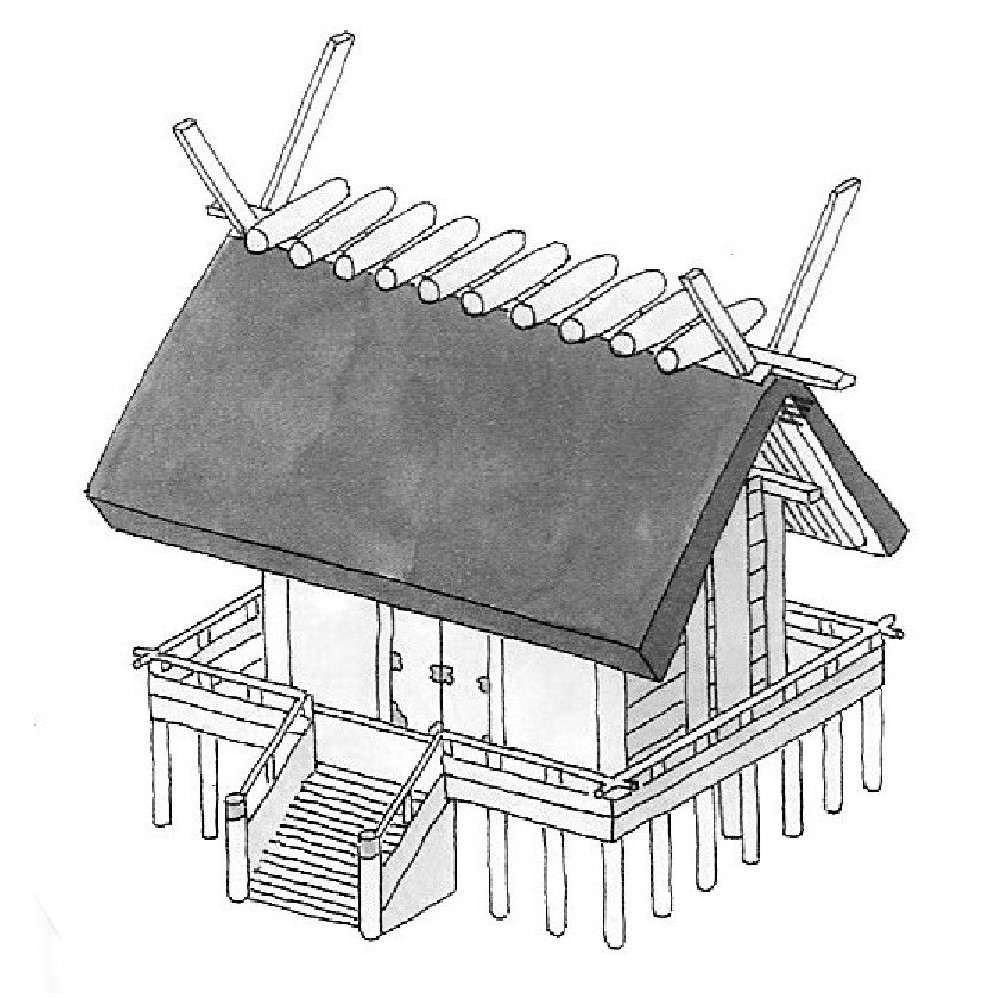
Shimmei-zukuri
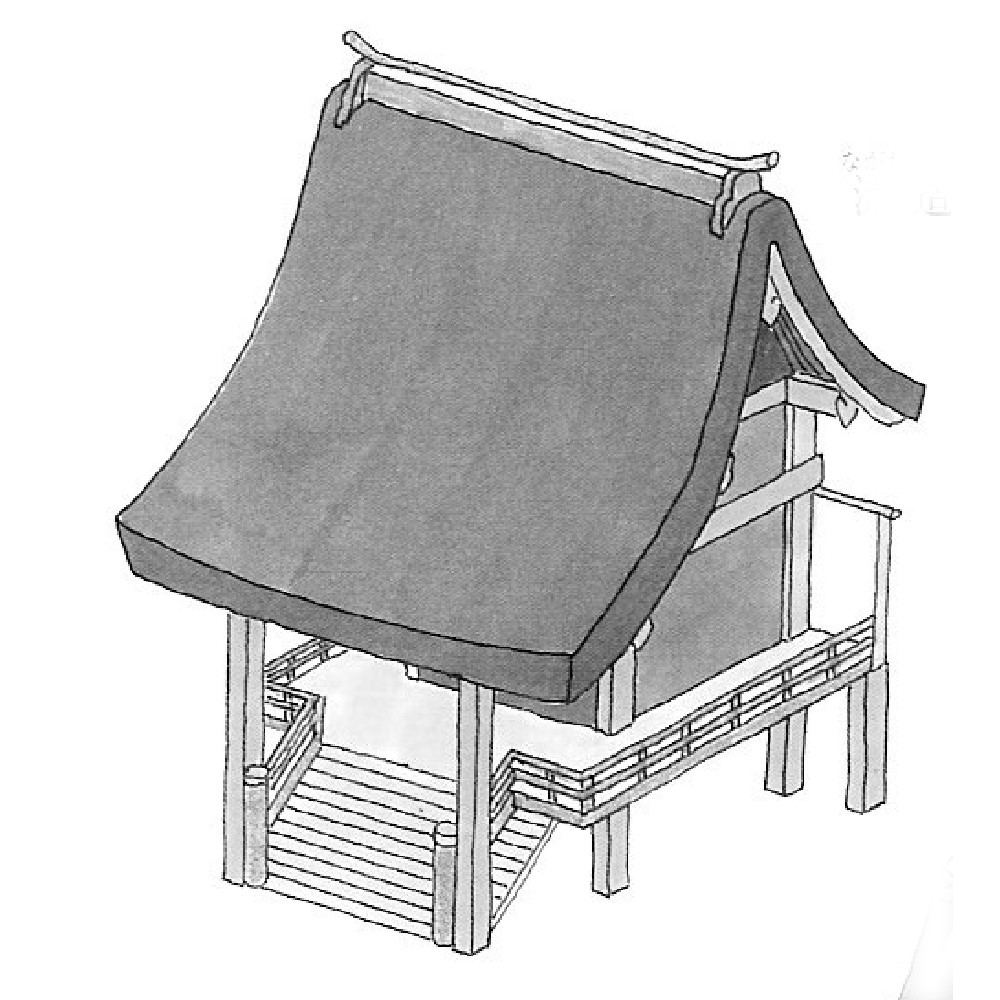
Nagare-zukuri

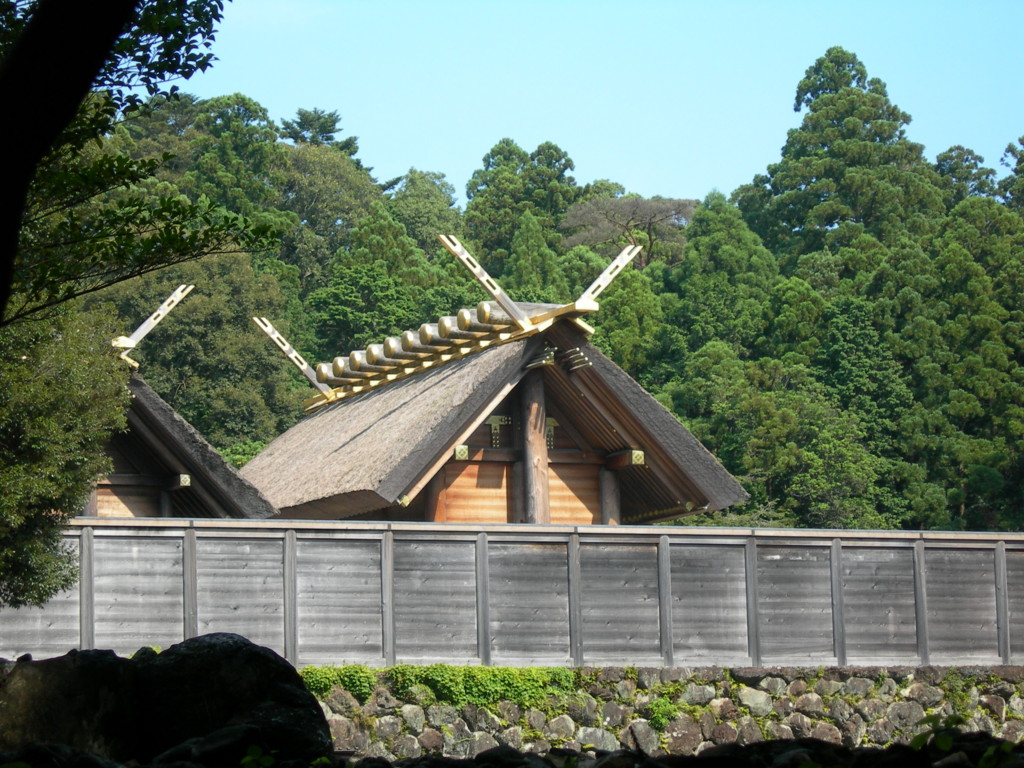
Shimmei-zukuri: Ise-Jingū (Naikū)

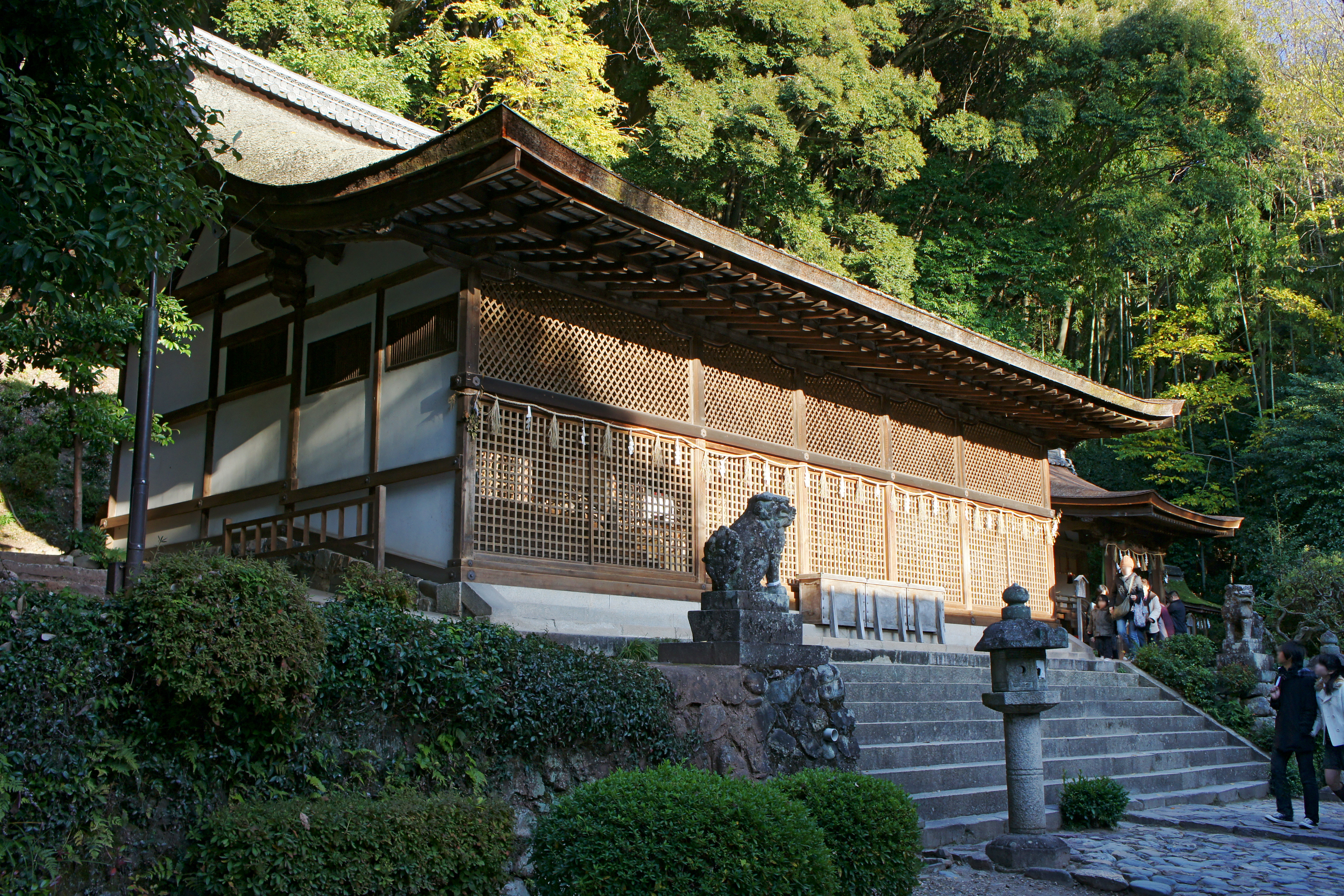
Nagare-zukuri: Ujigami-jinja

- Shimmei-zukuri (神明造り) ist eine Bauart, in der u. a. der Ise-Jingū ausgeführt ist.
- Nagare-zukuri (流れ造り) hat seinen Namen von dem seitlich weit herunterreichenden Dach.

Mit dem Erstarken der Zentralmacht während der Nara- und Heian-Zeit wird die Position der Schreine gestärkt, der Kaiser sieht sich als oberster Vertreter der einheimischen Götter auf Erden. So werden die Grundtypen durch Aneinanderreihung von Hallen erweitert, es kommen Gebäude für die Gläubigen hinzu. Außerdem werden zunehmend Baumerkmale und ganze Gebäudetypen von der höher entwickelten buddhistischen Architektur übernommen.

### Komplexe Bauweisen

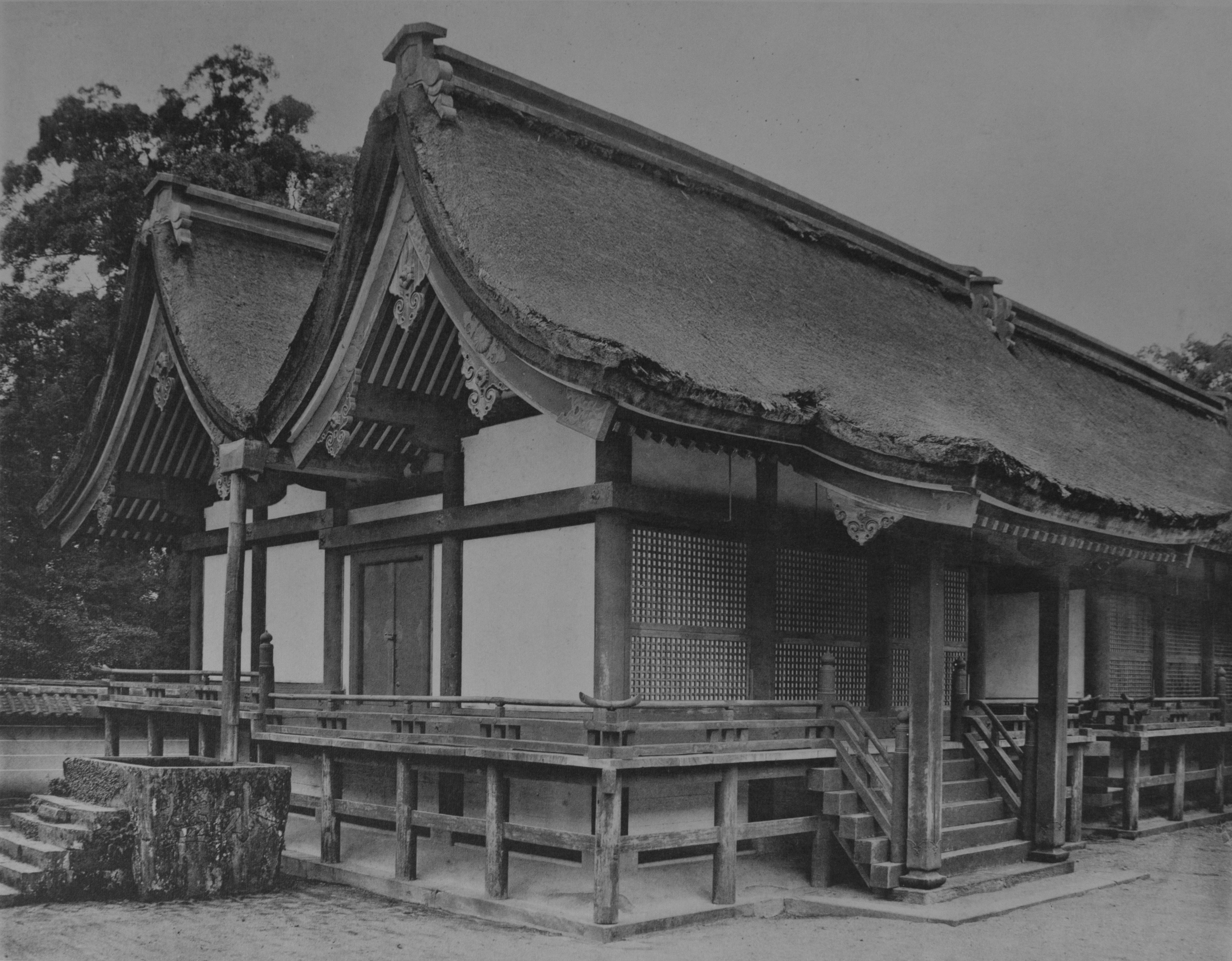
Hachiman-zukuri: Usa Jingū

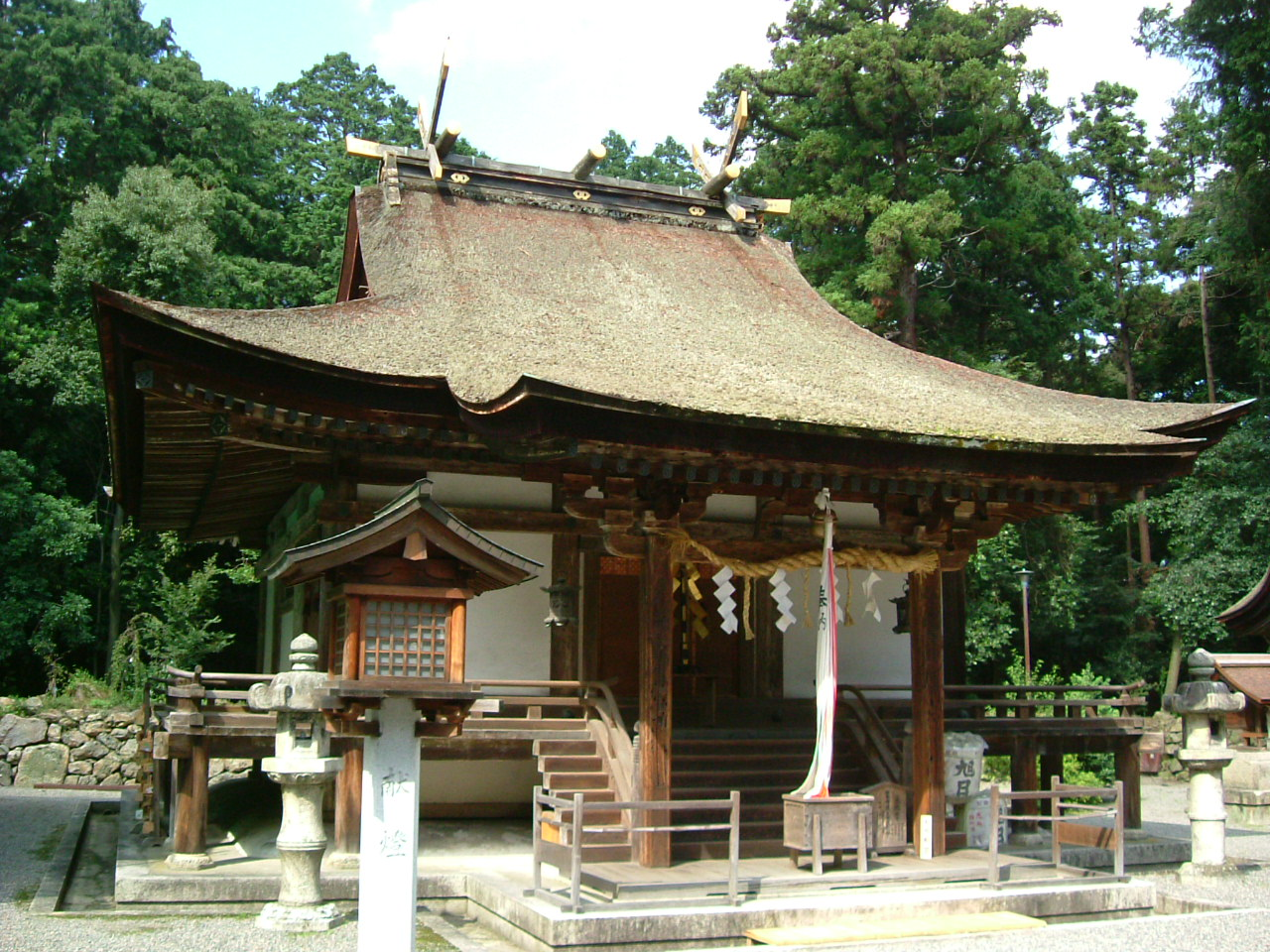
Irimoya-zukuri: Mikami Jinja

Während der Gläubige zunächst sein Gebet im Freien vor dem Schrein verrichtete, wurde für ihn im Laufe der Zeit eine Gebetshalle, Haiden, errichtet. Sie wurde in der Regel als Gebäude mit dem Eingang an der Längsseite errichtet, was eine imposantere Front ermöglichte. Aber auch für die Haupthalle, Honden, setzte sich in vielen Schreinen dieser Typ durch, aber nur ausnahmsweise in Form des Nagare-zukuri, sondern meist als Irimoya-zukuri.

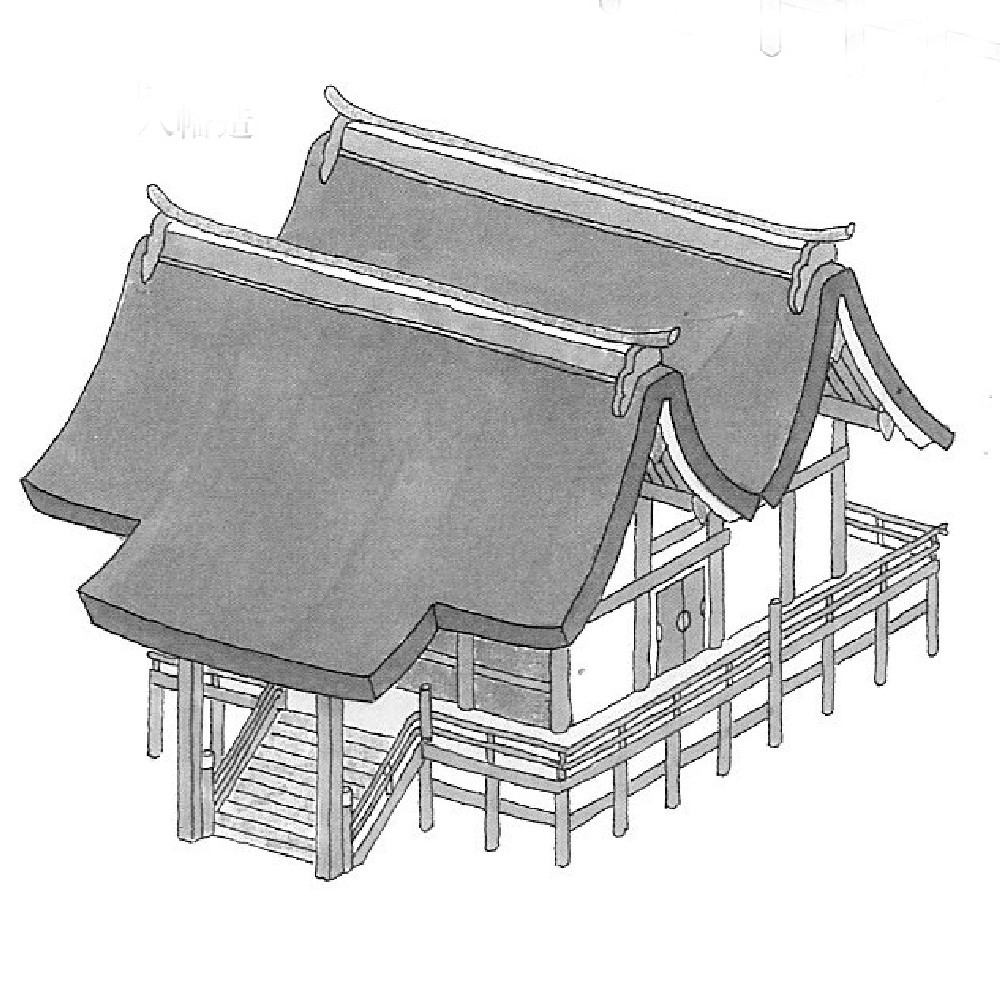
Hachiman zukuri
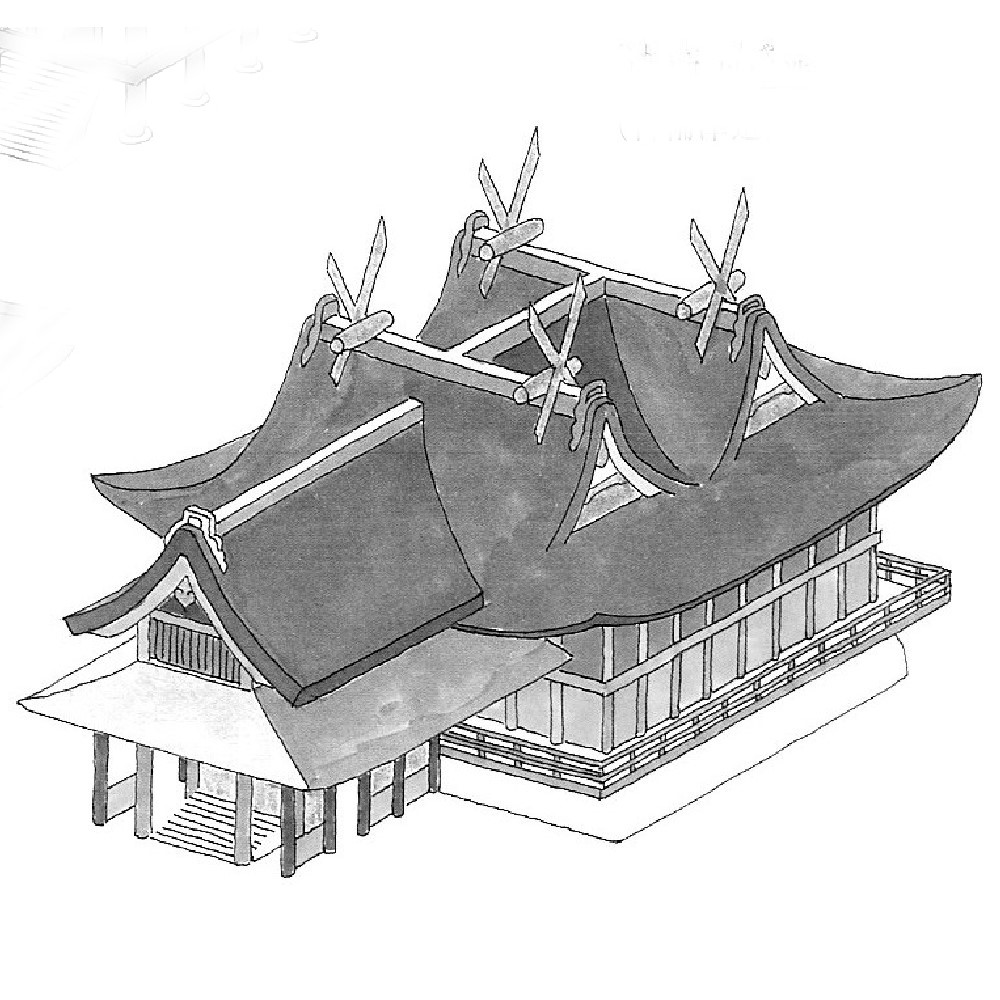
Kibitsu zukuri
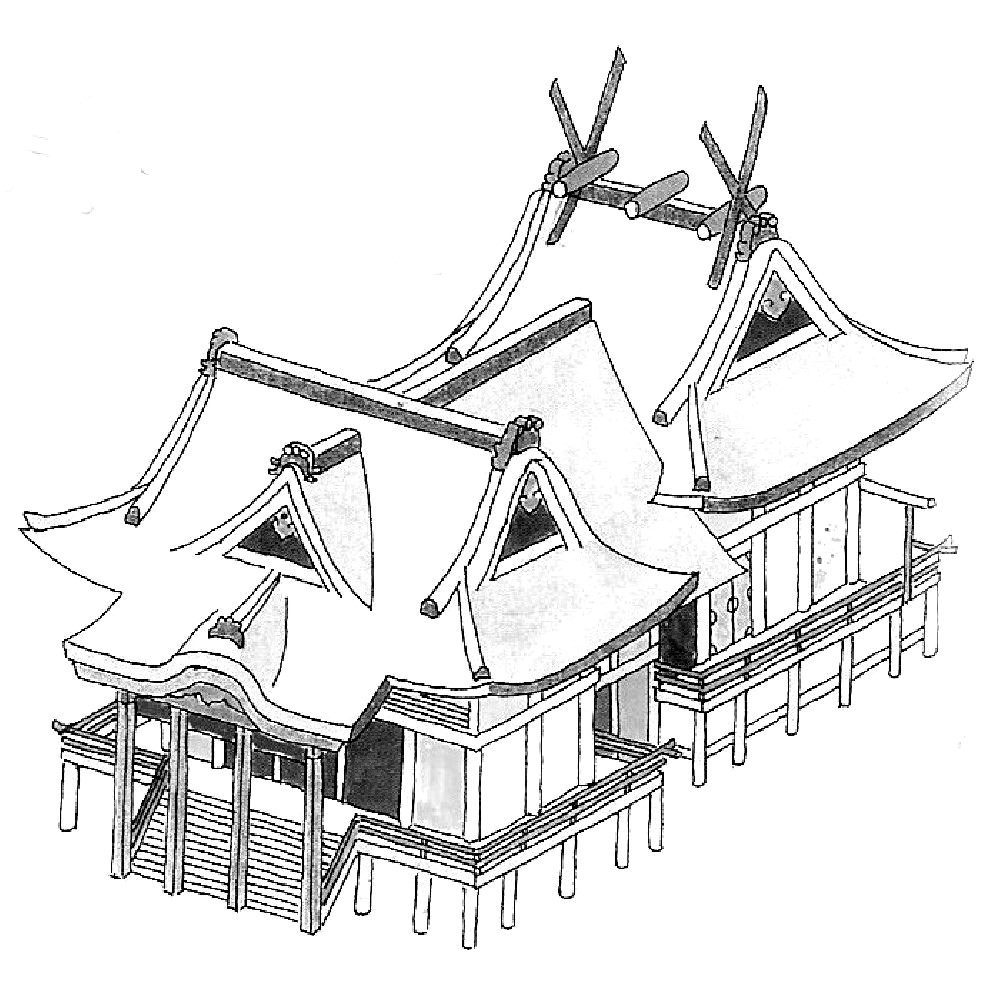
Gongen zukuri
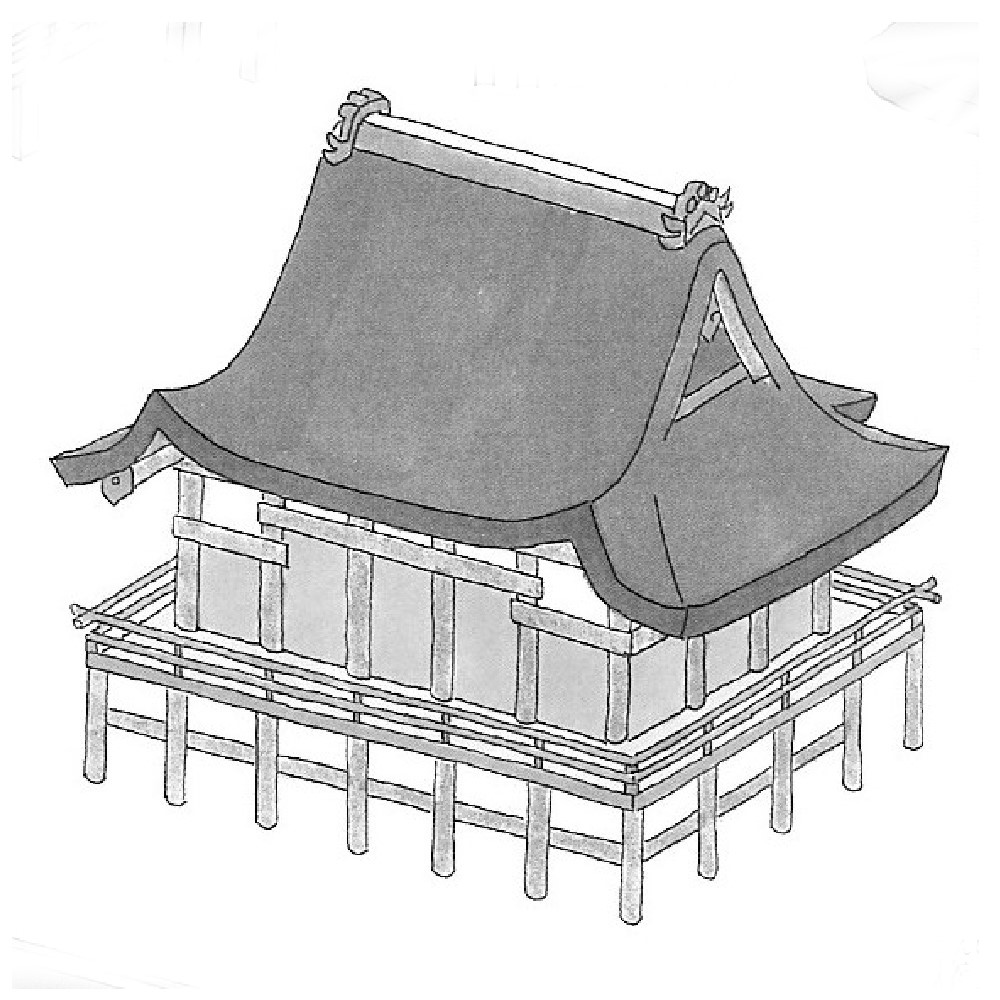
Hie zukuri (Rückseite)
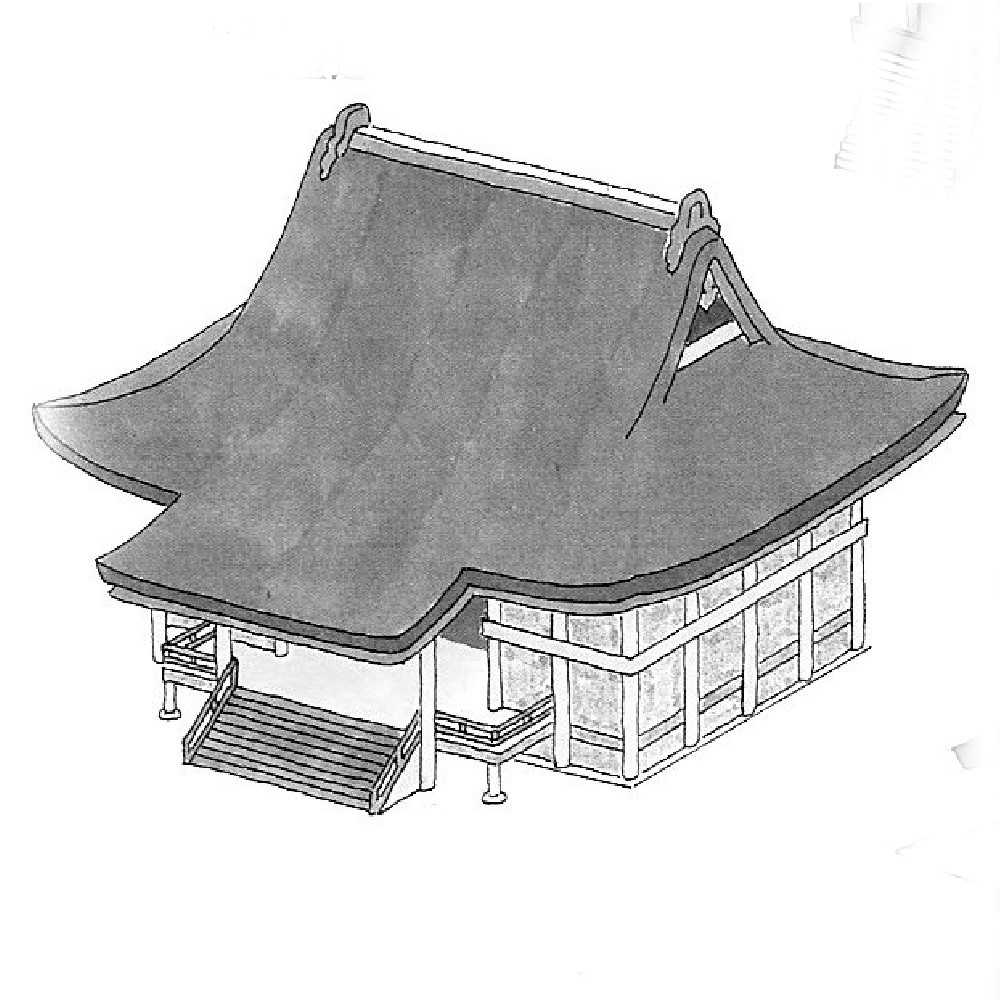
Irimoya zukuri

- Hachiman-zukuri (八幡造り) ist benannt nach dem Hachiman-Schrein in Usa (Präf. Oita, Kyushu). Zwischen Haiden und Honden befindet sich ein Zwischenstück
- Kibitsu-zukuri (吉備津造り) ist benannt nach dem Kibitsu-Jinja nahe Okayama. Typisch für diesen Stil sind zwei gekoppelte querstehende Irimoya-Dächer mit gemeinsamem umlaufenden Fuß über dem Honden und senkrecht dazu angesetzten Kirizuma-Dach über dem integrierten Haiden, wobei die Fortsetzung des Kirizuma-Daches das Zwischenstück zwischen beiden Irimoya-Einheiten bildet, als würden sich die beiden Dachformen gegenseitig durchdringen.
- Gongen-zukuri (権現造り) ist benannt nach dem Hauptgebäude im Tōshōgū Schreinkomplex in Nikkō, der Tokugawa Ieyasu gewidmet ist, der posthum den Titel Gongen erhielt. Charakteristisch für diesen seltenen Typ ist der überdachte Zwischenraum zwischen Haiden und Honden.
- Hiyoshi-zukuri (日吉造り) ist benannt nach den beiden Hauptschreinen des Hiyoshi-Taisha in der Präfektur Shiga. Der Name des Schreines (日吉) wurde bei gleichen Kanji früher als Hie gelesen, in moderner Lesung allerdings Hiyoshi. Charakteristisch ist die Rückseite, wo ein Irimoya-Dach dahingehend verändert ist, dass der verkürzte und hochgezogene Überstand wie abgeschnitten erscheint, so dass die eigentlich zu den Ecken führenden Rippen zwei hochgezogene Zipfel bilden und die Rückwand oben abgeschrägte Ecken bekommt.
- Irimoya-zukuri (入母屋造り) leitet sich nicht von einem typischen Vertreter ab, es ist der allgemeine Begriff für ein Gebäude mit Sattelwalmdach. Diese Bauweise wurde aus der Tempelarchitektur übernommen, oft dahin gehend abgewandelt, dass der Eingang nicht nur mit einem wellenförmigen Ortgang, sondern zusätzlich mit einer Gaube betont wird.

### Sonderformen
- Der Itsukushima jinja in einer Bucht der Insel Miyajima hat den Charakter einer fürstlichen Palast-Anlage.
- Der Heian-jingū in Kyoto ist im Stile des dortigen Kaiser-Palastes der Heian-Zeit erbaut. Dessen Architektur geht auf die chinesische Palastarchitektur zurück.

### Ausschmückung

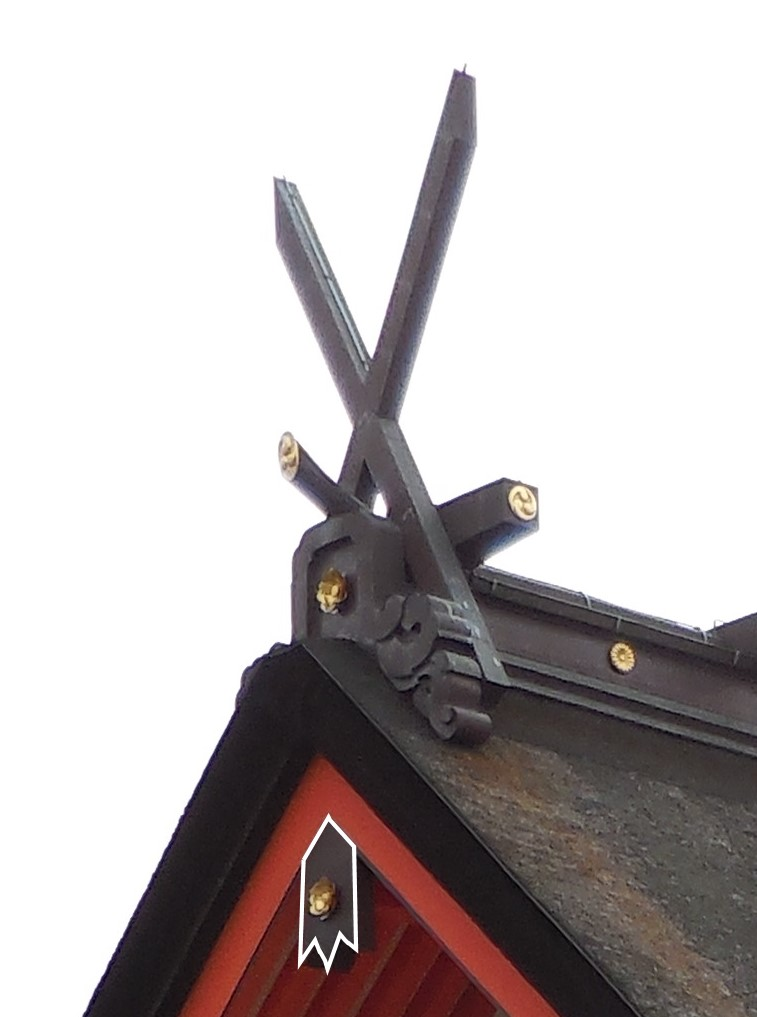
Giebel des Sumiyoshi-Schreins

Die frühen Bauformen weisen typische Baumerkmale auf:
- Katsuogi (鰹木・堅魚木) sind beschwerende Querbalken auf dem Dachfirst.[Anm 2] Bei den Schreinen vom Sumiyoshi- bzw. Ōtori-Typ sind es rechteckige Querbalken, während die sonst meist rund sind.

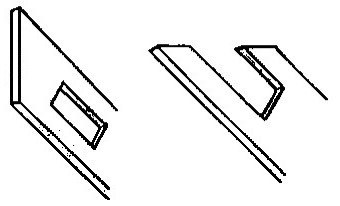
Chigi-Formen (m/w)

- Chigi-Formen (m/w) Chigi (千木) waren ursprünglich verlängerte Firstbalken, die als Stopper für die Schilfdecke des Daches dienten. Später wurden sie auch wie Dachreiter auf den First gesetzt. Die Endabschrägung zeigt an, ob das verehrte göttliche Wesen männlich (= senkrechte Endabschrägung) oder weiblich (waagerechte Endabschrägung) ist.
- Gegyo (懸魚) sind kleine Einsatzstücke aus Holz (hier weiß markiert) im Giebeldreieck.
- Weiterer Dachschmuck, aus der Tempel-Architektur übernommen, kommt oft als Ergänzung hinzu.

## Tore

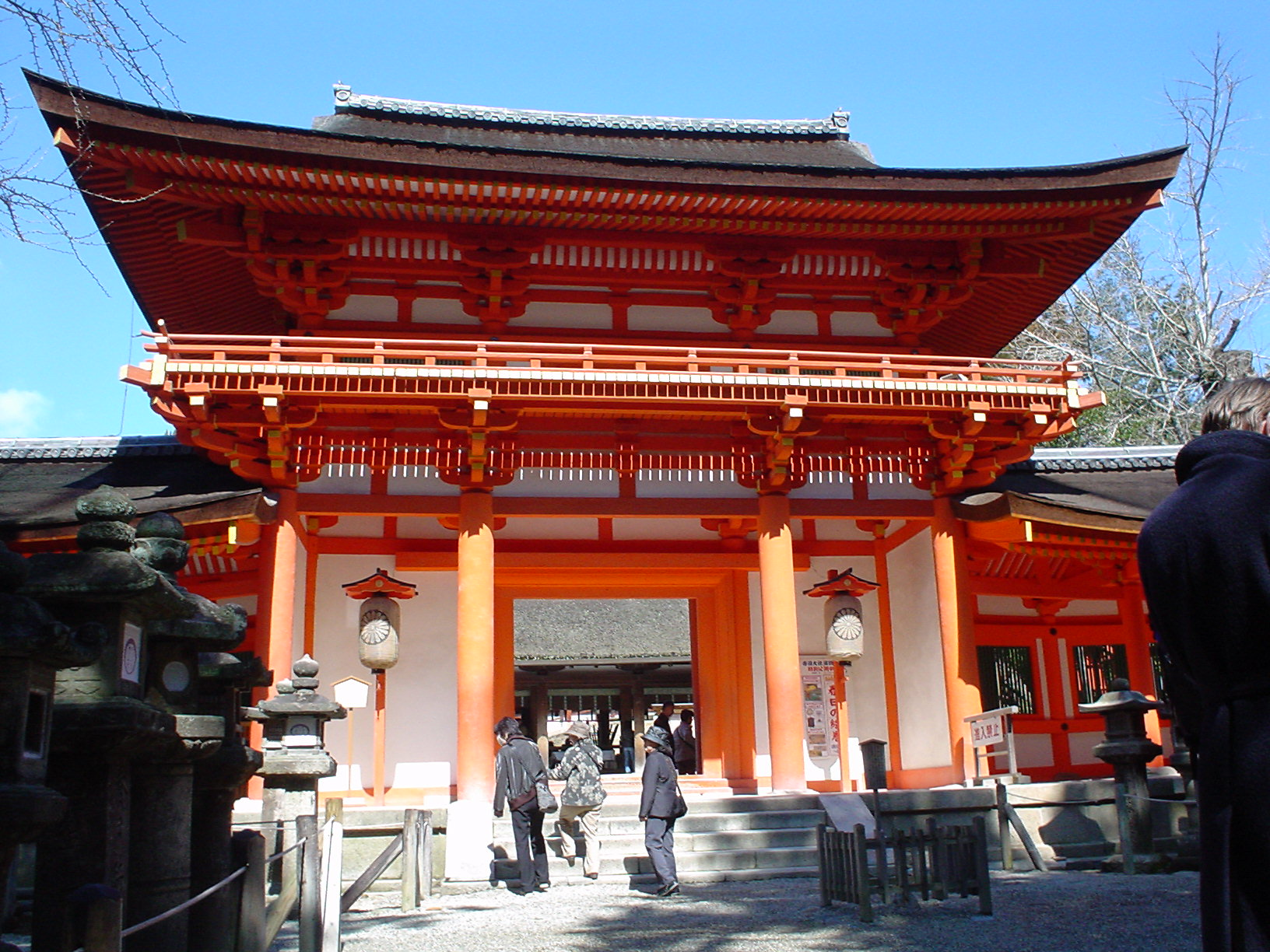
Kasuga-Taisha: Rōmon

Zur Schreinanlage gehört immer das Torii, ein Tor, das aus zwei Säulen mit ein oder zwei Querbalken besteht und unverschließbar Symbolcharakter hat. Später wurde oft aus der Tempel-Architektur ein aufwändigeres Tor übernommen, oft zweistöckig als Rōmon ausgeführt.